# Veil of Ignorance
Veil of Ignorance è il quinto album in studio del gruppo hardcore punk svedese Raised Fist, pubblicato nel 2009.

## Tracce
1. Friends and Traitors – 3:13
2. They Can't Keep Us Down – 2:09
3. Wounds – 2:59
4. Afraid – 2:10
5. Slipping Into Coma – 2:39
6. City of Cold – 3:13
7. Volcano Is Me – 3:39
8. Disbelief – 2:41
9. My Last Day – 3:00
10. I Have to Pretend – 2:38
11. Words and Phrases – 4:24
12. Keeping It to Yourself – 1:36
13. Never Negotiate – 3:11
14. Out – 4:01